# Tocaima
Tocaima é um município da Colômbia, localizado na província Alto Magdalena, departamento de Cundinamarca.